# Lista de pinturas de Lucílio de Albuquerque

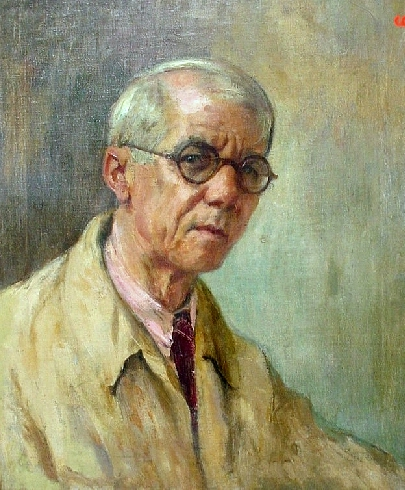
Lucílio de Albuquerque.

Esta é uma lista de pinturas de Lucílio de Albuquerque.
Lucílio de Albuquerque (1877-1939) foi um pintor, desenhista, vitralista e professor de desenho figurado , nascido em Barras, no estado brasileiro do Piauí. Foi casado com a também pintora  pintora Georgina de Albuquerque (1885 - 1962).
Frequentou a Escola Nacional de Belas Artes (Enba) no Rio de Janeiro, onde foram seus professores Rodolfo Amoedo (1857 - 1941), Zeferino da Costa (1840 - 1915) e Henrique Bernardelli (1858 - 1936). Estudou também na École Nationale Supérieure des Beaux-Arts e na Académie Julian, tendo como seus mestres Henry Royer (1869 - 1938), Marcel Baschet (1862 - 1941) e Jean-Paul Laurens (1838 - 1921). Morou  em Paris com a esposa durantes cinco anos.

## pintura
| Imagem | Título                               | Data | Coleção                                               | Localização                                           | Gênero                          | Descrito em |
| ------ | ------------------------------------ | ---- | ----------------------------------------------------- | ----------------------------------------------------- | ------------------------------- | ----------- |
|        | Anchieta escrevendo o poema à Virgem | 1906 | Museu Dom João VI                                     | Museu Dom João VI                                     | arte sacra                      |             |
|        | Estudo de nu                         | 1907 | Museu Antônio Parreiras                               | Museu Antônio Parreiras                               | nu artístico                    |             |
|        | Retrato de Georgina de Albuquerque   | 1907 | Q59247460                                             | Pinacoteca de São Paulo                               | retrato                         |             |
|        | Glorificação de Anchieta             | 1908 | Coleção Museu Histórico Nacional                      | Museu Histórico Nacional                              | alegoria                        |             |
|        | O Sena                               | 1909 | Museu de Arte de São Paulo                            | Museu de Arte de São Paulo                            | pintura de paisagem             |             |
|        | Despertar de Ícaro                   | 1910 | Museu Nacional de Belas Artes                         | Museu Nacional de Belas Artes                         | pintura mitológica nu artístico |             |
|        | Mãe Preta                            | 1912 | Museu de Arte da Bahia                                | Museu de Arte da Bahia                                |                                 |             |
|        | Paisagem                             | 1913 | Pinacoteca Barão de Santo Ângelo                      | Pinacoteca Barão de Santo Ângelo                      | pintura de paisagem             |             |
|        | Expedição à Laguna                   | 1916 | Instituto de Educação Flores da Cunha                 | Instituto de Educação Flores da Cunha                 | pintura de paisagem             |             |
|        | Flamboyants                          | 1928 | Museu Antônio Parreiras                               | Museu Antônio Parreiras                               |                                 |             |
|        | Efeito de Sol - Manhã em Niterói     |      |                                                       |                                                       | pintura de paisagem             |             |
|        | Doceira baiana                       |      |                                                       |                                                       |                                 |             |
|        | Em São João del-Rey                  |      | Museu Mariano Procópio                                | Museu Mariano Procópio                                | pintura de paisagem             |             |
|        | Auto-retrato                         |      | Museu de História e Artes do Estado do Rio de Janeiro | Museu de História e Artes do Estado do Rio de Janeiro | autorretrato                    |             |
|        | Primavera na França                  |      | Museu de História e Artes do Estado do Rio de Janeiro | Museu de História e Artes do Estado do Rio de Janeiro | pintura de paisagem             |             |
|        | Nu masculino                         |      |                                                       |                                                       | nu artístico                    |             |

∑ 16 items.